# MTM (band)
MTM is een Portugees zangduo dat deelnaam aan het Eurovisiesongfestival 2001. De twee leden van MTM zijn Marco Quelhas en Tony Jackson. De naam is afgeleid van de beginletters van de voornamen van de leden en het Portugese woord voor muziek: Marco, Tony en Música.

## Eurovisiesongfestival
In 2001 won MTM het 44e Festival da Canção, de nationale Portugese voorronde voor het Eurovisiesongfestival, georganiseerd door de Portugese publieke omroep RTP. MTM won met het lied Só Sei Ser Feliz Assim, met tekst en muziek van Marco Quelhas. De voorronde vond plaats in Santa Maria da Feira, maar werd pas enkele dagen later uitgezonden wegens een ramp met een brug bij Entre-os-Rios.
MTM behaalde op het songfestival met het lied Só Sei Ser Feliz Assim een 17e plaats in een deelnemersveld van 23 kandidaten, met 18 punten.

## Album
Het album "Fascínio Azul" van Marco Quelhas, uitgegeven door Ovação, bevat onder andere de nummers "Só Sei Ser Feliz Assim" en "The Only Way", de Engelse versie van het lied.

## Leden

### Marco Quelhas
In 1989, kwam Marco Quelhas terug naar Portugal na vijftien jaar in het buitenland verbleven te hebben. Hij formeerde de groep "Karamuru" die twee platen opnam en de tweede plaats behaalde op het Festival da Canção van 1999 met "Essência da Vida". Het meest bekende nummer van de groep is "Mulher Liberal". 
In 1993 was Quelhas een van de medeschrijvers van het lied "A Cidade Até Ser Dia" waarmee Anabela, Portugal vertegenwoordigde op het Eurovisiesongfestival 1993.

### Tony Jackson
Tony Jackson is geboren in Angola. Hij verhuisde naar Portugal om er medicijnen te studeren.
1964: António Calvário · 
1965: Simone de Oliveira · 
1966: Madalena Iglésias · 
1967: Eduardo Nascimento · 
1968: Carlos Mendes · 
1969: Simone de Oliveira · 
1971: Tonicha · 
1972: Carlos Mendes · 
1973: Fernando Tordo · 
1974: Paulo de Carvalho · 
1975: Duarte Mendes · 
1976: Carlos do Carmo · 
1977: Os Amigos · 
1978: Gemini · 
1979: Manuela Bravo · 
1980: José Cid · 
1981: Carlos Paião · 
1982: Doce · 
1983: Armando Gama · 
1984: Maria Guinot · 
1985: Adelaide Ferreira · 
1986: Dora · 
1987: Nevada · 
1988: Dora · 
1989: Da Vinci · 
1990: Nucha · 
1991: Dulce Pontes · 
1992: Dina · 
1993: Anabela · 
1994: Sara Tavares · 
1995: Tó Cruz · 
1996: Lúcia Moniz · 
1997: Célia Lawson · 
1998: Alma Lusa · 
1999: Rui Bandeira · 
2001: MTM · 
2003: Rita Guerra · 
2004: Sofia Vitória · 
2005: 2B · 
2006: Nonstop · 
2007: Sabrina · 
2008: Vânia Fernandes · 
2009: Flor-de-Lis · 
2010: Filipa Azevedo · 
2011: Homens da Luta · 
2012: Filipa Sousa · 
2014: Suzy · 
2015: Leonor Andrade · 
2017: Salvador Sobral · 
2018: Cláudia Pascoal · 
2019: Conan Osíris · 
2021: The Black Mamba · 
2022: Maro · 
2023: Mimicat · 
2024: Iolanda · 
2025: Napa